# قائمة الشخصيات المقدسة الإيزيدية
تُعرف الشخصيات المقدسة في الديانة الإيزيدية بمصطلحات مثل خودان، خاس، بابجاك، ومير. ويقدّس الإيزيديون 365 شخصية مقدسة، وقد سُمّيت العديد من القبائل والأنساب الإيزيدية تيمّنًا بأسمائهم، كما شُيّدت معابد وأضرحة كثيرة تكريمًا لهم. تُعرف هذه الشخصيات في الموروث الديني الإيزيدي بعدة تسميات خاصة ، من أبرزها "بابجاك"، و"خودان" التي تعني السيد أو المالك أو الحامي أو الإله، و"خاس" التي تشير إلى المختار أو النخبة أو المميز، بالإضافة إلى "مير" التي تعني "الرجل المقدس". ووفقًا للعقيدة الإيزيدية، فإن الله مطلق القدرة، وتُعتبر هذه الشخصيات تجليات لقوته الإلهية. كما يؤمن الإيزيديون بأن لكل عنصر وظاهرة في الطبيعة "خودان" خاص بها يتحكم بها بوصفه قوة إلهية. وتشير الأساطير الإيزيدية إلى أن ظهور الخودان جاء بعد خلق العالم، ليكونوا مسؤولين عن عناصر الطبيعة الأربعة ومظاهرها المختلفة.

## الشيوخ
فيما يلي قائمة بالشخصيات المقدسة الإيزيدية التي تنتمي إلى طبقة الشيخ:

### أداني:
- سيتيا إيس والدة شيخ عدي.
  - شيخ عدي.
    - الشيخ حسن (شيشسين)، سوداني قيلمي (سيد القلم)، بطريرك مشايخ العدانيين، عضو الهبتاد.
      - الشيخ إبراهيم ختيم.
      - شيكسي إيتيما.
      - شودان الهواء والرياح.[6]
      - شيخ شرفدين.
      - شيكس زيندين، المرتبط بالحيوان الطوطمي الأرانب ويعتبر حاميهم.[7]
      - سيتيا جول.

### قطاني:
- شيخ بكر ، بطريرك شيوخ القطاني، عضو السباعي.
  - الشيخ عبد القادر.
  - الشيخ إسماعيل الإنزيلي.
  - شيكس كارا.
  - شيكس مافيي زار.
  - الشيخ محمد باتيني.
  - شيش سوري سورا.
  - شيكس زيليفيتا.

### شمساني:
- إيزديني مير ، بطريرك وجد للمشايخ الشمسانيين.
  - Şêx Şems (Şêşims)، عضو هيبتاد ، شودان النار والضوء والشمس.
    - عماد الدين (عماد الدين)، ابن الشيخ شمس، يمتلك قوى علاجية لآلام المعدة.
    - شيخ بافيك شمسا (الشيخ بابك) ابن الشيخ شمس.
    - الشيخ علي شمسة ابن الشيخ شمس.
    - شيخ أفندي شمسة ابن الشيخ شمس.
    - الشيخ بابدين شمسة ابن الشيخ شمس.
    - الشيخ اوفدالي شمسا ابن الشيخ شمس.
    - شيخ حسين شمسة ابن الشيخ شمس زوج زاتونا فيكسرا.
    - شيكسي ريش (سينتيار).
    - شيخ توكيلي شمسة ابن الشيخ شمس.
    - شيخ زيديري شمسا ابن الشيخ شمس.
    - سيتيا ابنة الشيخ شمس.
    - ستيا نصرت ابنة الشيخ شمس
    - ستيا بيلسان (بلقان) ابنة الشيخ شمس.

  - فكسردين ، عضو السباعي ، شودان القمر.
    - شيخ مند ، الابن الأكبر لكسر الدين الذي كان حاكم إمارة كلس ؛ سيد الثعابين.
    - Xatûna Fexra ، قديسة، ابنة فكردين، زوجة شيخ حسين شمسا؛ راعي الولادة والحمل، وولي النساء والأطفال.
    - الشيخ بدير بن فخر الدين.
    - عقوب ابن فخر الدين بالتبني.

  - ناصر الدين ، عضو في سباعي ، ملك الموت والتجديد، يفصل الروح عن الجسد أثناء موت الشخص، يصور على شكل جلاد وحامل سكين.
  - سيكادين ، عضو في الهبتاد ، المرشد النفسي ورسول الموت، مرتبط بالفأر كحيوان طوطمي وبالتالي يعتبر أيضًا حامي الفئران.[8]

### آخرون:
- شودان الرعد والبرق.
- شيخ مشعلة حامي الطرق وراعي المسافرين، وله مزارات في لالش وعين سفني.[9]
- شيكس باكو: يوجد له ضريح في بهزاني . ويوجد بجوار المقام نبع ماء وشجرة تين يزورها الحجاج المصابون بالحمى. يقوم الحجاج بربط قطع صغيرة من ملابسهم على الشجرة وإطعام الأسماك في الربيع.
- سيد القميص، سيد الوحي حول الأرواح. ويتحدث الإيزيديون أيضًا عن الموت والتناسخ.
- سيد الفرسان؛ شودان الحرب والفروسية. يوجد له مزار في قرية بيبان.
- الشيخ محمد، وكان له زوجة اسمها ست حبيبة. قاتل ضد "الشيخ الأعظم" في بعشيقة. دفن بالقرب من دير مار جرجس في منطقة الموصل. دفن خادمه في بعشيقة.
- Şêx Entûş/Hentûş/Întûz ، أحد تلاميذ الشيخ عدي الأوائل.
  - أبو القاسم، أحد تلامذة الشيخ عدي الأوائل. كان ابنًا للشيخ حنتوش.
- شيخ شلال.
- ست حبيبة، مارتا حببتا ("السيدة الحبيبة")، زوجة شيخ محمد. يوجد لها أضرحة بالقرب من بهزاني وفي بعشيقة.
- ستي حسيجي/ خسيجا، أخت الست حبيبي وزوجة الشيخ بدير.
- الشيخ عقيل منجي/ الشيخ عقيل المنبجي، من أوائل تلاميذ الشيخ عدي. مرتبط بمعروف الكرخي. ويحتمل أن يكون اسمه مشتقًا من عقيل الممبجي.

## بيرس
فيما يلي قائمة بالشخصيات المقدسة اليزيدية التي تنتمي إلى طبقة البير:
- الملك طاووس يُعد في العقيدة الإيزيدية ربّ هذا العالم وقائد الكائنات الإلهية السبعة، ويحظى بمكانة فريدة باعتباره المَلك الوحيد الذي يُعد "بيرًا"، وهو طاووس ملك الذي يُعرف أيضًا بلقب "باڤر بيران" (أبو البير)، ويُعتبر أعظمهم جميعًا. ولهذا السبب، يُنظر إليه على أنه الأب الروحي لكل البير، خاصةً أولئك المنحدرين من نسل بير حسن ممان، الذين يُعرفون بأنهم من البيَران الأربعة والأربعين. ونظرًا لقدسيته العالية، فإن اسم طاووس ملك نادرًا ما يُنطق علنًا، ويُستعاض عنه في النصوص الدينية بألقاب رمزية مثل: بير ملاك الديانة الأفضل، والبير الخفي، وبير الحجاب.[12][13]
- بير حسن ممان: من المقربين للشيخ عدي، رئيس الأربعين بيرًا، وحاكم حرير قرب أربيل.
- حسن ألكا.
- بير ختيب بيسي.
- بير آفات: خودان السيول والعواصف والكوارث الطبيعية؛ يُستدعى للحماية من الكوارث والبرد.
- محمد رشان (ميم رشان): يُلقب بـ"الأسد"، وسيد الأمطار.
- بير ديرباس.
- بير جروان: خودان العقارب.
- بير عيسي بيا ("بير عيسى بن أبي"): تابع للشيخ عدي وخازنه (أمين الخزينة).
- بير حاجي محمد.
- بير عمر خالا: جدّ طائفة الميربّيين.
- بير قضي بلبان: أحد رفاق الشيخ عدي.
- بير خاني: كانت له علاقة بقبيلة خالتي (ديار بكر)، ويقيم أتباعه اليوم في عين سفني.
- بير علي.
- بير سيني داراني / بحري: سيد البحر وابن جنية بحرية.
- بير حاجي علي: يُعرف أيضًا بـ حجيال أو حجالي.
- بير بوب.
- بوبة قلندر: يُعتقد أنه نفس بير بوب.
- بير فاضل.
- بير صديق.
- بير مند.
- بير بوال.
- غافاني زرزان: حامي الماشية.
- ميم شيفان ("الراعي"): حامي الأغنام، يُصوّر بعصاه وأغنامه.
- بير لبنان: خودان الزواج والحياة العائلية، يُكرم في أعياد خضر نبي، ويُعرف بـ "بير الحجارة/الأساسات" لبنائه أماكن الحج.
- بير أورا: خودان الغيوم، يُصوم بعض الإيزيديين يومًا تكريمًا له.
- بير داوود: خادم مخلص للشيخ عدي.
- بير شرف: من نسل داوود.
- بير ترجمان: مترجم الشيخ عدي من العربية إلى الكردية.
- بير محمدي ربن: له ضريح في لالش، وينحدر منه حامل منصب بابا جاويش الحالي.
- بير ألو بكر: معروف بقدراته في شفاء أمراض الفم، وله ضريح في لالش.

## شخصيات مقدسة أخرى
فيما يلي شخصيات مقدسة أخرى، يعتبر العديد منهم من آلهة الخودان ولها ووظائف محددة.
- درويش الأرض ("درويش الأرض"): يُستدعى خلال موسم الزراعة وفي أوقات الدفن، ويُعدّ حاميًا للممتلكات. في السابق، عندما كان الإيزيديون يتركون شيئًا ثمينًا على الأرض لبضع ساعات، كانوا يستدعون "درويش الأرض" لحمايته.
- بابا غوشغوش: يمتلك قوى علاجية لأمراض الأذن.
- الست نفيسة (السيدة الكريمة): تُنسب لها قوى علاجية ضد الحمى والأرق، وتُجسّد شجرة التين أو الزيتون المقدسة القريبة من بعشيقة.
- فقيري إيلي.
- كاني زر / كانيا زركا: يمتلك قوى علاجية ضد اليرقان، ويُعدّ تجسيدًا للربيع. اسمه يعني حرفيًا "النبع الأصفر" أو "الربيع الأصفر".
- ملكي ميران (ميران): يُنسب له علاج الروماتيزم.
- خودان الينابيع. يصوم بعض الإيزيديين يومًا في السنة تكريمًا له، وتُقام له أضرحة وينابيع مقدسة في قرى كيرابيج، كيندال، وديربون.
- بو قطر بابا: ممثل الشيخ عدي في منطقة ماردين، حيث يقع ضريح كبير مخصص له.
- حكيم فارس: يُعرف أيضًا بحكيم لقمان، من نسل لقمان الحكيم، وهو شفيع الجروح، ويُقال إن أحفاده يداوون الجروح بالأعشاب والأدوية.
- لكمدين بابا: سكرتير الشيخ عدي وحافظ أسراره.
- سعيد ومسعود (أو سعيد، مسعود، مسعد، ومسيد): يقع مقام "مسعود" قرب بهزاني، بينما يوجد مقام "مسعود ومسعد" في بعشيقة.
- دايكا جاكان: لها مزار بالقرب من بهزاني.
- خيدير لياس / نبي: خودان المياه، والجداول، والبحار. في بعض التراتيل يُوصف بأنه خالد ومرتبط بالبحر أو الشاطئ، لذا يُعتبر كائنًا ذا حياة أبدية. خلال عيد خيدير نبي وخيدير لياس في فبراير، يؤدي الإيزيديون العشاق طقوسًا خاصة لسؤاله هو وبير لبنان عن زواجهم وسعادتهم.

## الشخصيات المقدسة ذات الخلفية الإبراهيمية والصوفية
الشخصيات ذات الأصل الإبراهيمي أو الصوفي:
- شهيد بن جر = شيث بن آدم جد اليزيديين . قبره والقبة (برج مخروطي الشكل) موجودان في بعشيقة.
- إبراهيم خليل.
- موسى ويُعرف أحيانًا بالشيخ فخر الدين.
- بهلول، بهلول دين ، بهلول ديوان ("بهلول المجنون") = بهلول.
- عبد القادر جيلاني، شيخ صوفي، كان داعية ومتكلماً مشهوراً. وبحسب التقليد الإيزيدي، فقد زار الشيخ عدي لرؤية الكرامات ، أي العجائب التي كان يؤديها. كان الشيخ عدي من أكثر الدراويش احتراماً، وكان عبد القادر يقدره ويحترمه كثيراً. وفقًا لإحدى روايات التقاليد الإيزيدية، التقى شيخ عدي وعبد القادر الجيلاني لأول مرة في الموقع الذي تقع فيه مدينة شيخان اليوم، ومن هنا جاء اسم شيخان الذي يعني "شيخان" باللغة العربية ويأخذ اسمه من هذا اللقاء.[15]
- ويس القنيري = أويس القرني . يوجد له مزار بالقرب من بعشيقة.
- ربيع العدوية = ربيعة البصرة.
- الحسن البشري = الحسن البصري . تم التعرف عليه مع الشيخ حسن.
- بايزيد البسطامي = بايزيد البسطامي.
- الشيخ منصور الحلاج، حسينة الحلاج = منصور الحلاج . يوجد له ضريح في لالش.

## قراءة إضافية
- Asatryan، G. S.؛ Arakelova، Viktorii︠a︡ (2014). The religion of the Peacock Angel : the Yezidis and their spirit world. Durham, UK. ISBN:978-1-84465-761-2. OCLC:855582572.{{استشهاد بكتاب}}:  صيانة الاستشهاد: مكان بدون ناشر (link)